# Afloiàcies
Afloiàcia (Aphloiaceae) és una família de plantes amb flor. En el sistema de classificació filogenètic APG II és inclosa en el clade de les ròsides. Aquesta família està constituïda per un sol gènere Aphloia amb una única espècie, Aphloia theiformis, un petit arbust originari de l'est d'Àfrica, Madagascar i les Illes Seychelles.